# Dombóvári Gazdasági Vasút
A Dombóvári Gazdasági Vasút egy keskeny nyomtávolságú, egyvágányú, nem villamosított gazdasági vasút volt Dombóvár és Csoma-Szabadi között 1948-tól 1979-es megszűnéséig. 1980-tól 1984-ig Dombóvár és Tüske közt mint Úttörővasút üzemelt, 1994-ben bontották el véglegesen.

## Az első uradalmi vasút Dombóváron

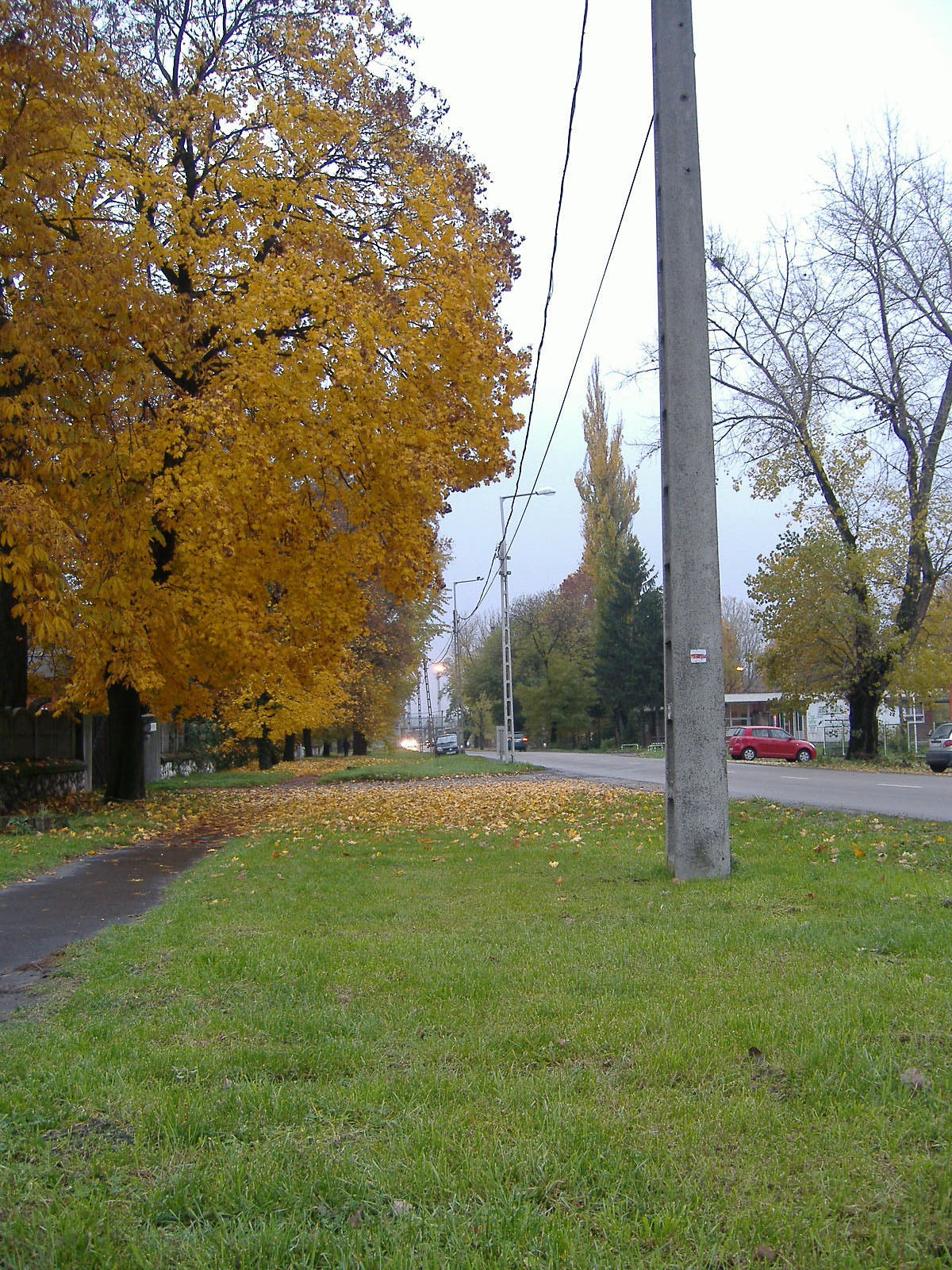
A Dombóvári GV nyomvonala a Kórház utca mellett, a GV állomás és Dombóvár vasútállomás (MÁV) között

Dombóvár város a Délkelet-Dunántúl dombvidékei közt kanyargó Kapos folyó mellett található, Tolna, Baranya és Somogy vármegyék találkozásánál. A terület híresen jó földje elősegítette a mezőgazdasági kultúra korai kialakulását. A törökök kivonulása után a 17. század végén a Dombóvár környéki gazdátlan területeket Esterházy Pál nádor vásárolta meg 50 000 forintért. Ezzel az aspektussal az Esterházy család befolyása egészen 1944-ig meghatározó lett a település életében. Az Esterházy-uradalom Konda-pataktól keletre eső, valamint tüskepusztai és nosztányi területeit a Dőry-család bérelte. Dőry Ó-Dombóvár területén 1912-ben – később európai hírűvé vált – konzervgyárat létesített, melynek épülete a mai napig áll, jelenleg a Jam-csarnok ifjúsági kulturális központnak ad helyet. A helyi köznyelvben csak „lekvárgyár”-ként emlegetett üzem, valamint a lengyár igen jelentős, utóbbi közvetlen szerepet játszott a gazdasági vasút létrejöttében.
A legendásan tehetséges gazdálkodó, Dőry Etelka kezdeményezte 1911-ben az új-dombóvári MÁV-állomásról kiinduló, Tüskepusztát, a Mászlonyi-utat, Szilfáspusztát és Nosztányt érintő 760 mm nyomtávolságú lórévasút építését. Az újdombóvári MÁV-állomáson az átrakáshoz két keskeny nyomtávolságú vágány állt rendelkezésre. Az egykori hercegi malom északi részén deltavágányt alakítottak ki, így a vasút mindkét végpontja felől körüljárás nélkül haladhattak be a kisvasúti szerelvények a malom udvarán kialakított jelentős vágányhálózatra. A kisvasút itt egy ponton keresztezte a Dőry Konzervgyárba vezető normál nyomtávú iparvágányt (érdekesség, hogy ez a megoldás az utolsó időkig megmaradt!). Az Ó-Dombóvárt Új-Dombóvárral összekötő, a helyiek által csak „szenesútnak” nevezett földútnál egy kitérőt létesítettek a lengyár felé, majd egy újabb sínpár tért vissza a fővágányhoz. A vonal a mai Kórház utca jobb oldalán haladt ki a településről. A pálya 7 kg/fm tömegű sínekből épült, melyeket sínszögekkel erősítettek a talpfákhoz, a korabeli felfogás szerint minden alépítményt nélkülözve; ezek voltak az ún. „mezei vasutak”. Kezdetben szamár vontatta lórévonatok közlekedtek az akkori igényeket teljes mértékben kielégítő „R” sorozatú, deszkafalú lórékkal. A vonalat egészen 1948-ig használták lóvontatással mezőgazdasági termények betakarításához, az 1950-es években bontották el, mivel a Községi Tanács a településen belüli szakaszát házhelynek mérte ki.

## A gazdasági vasút hálózatának kiépülése

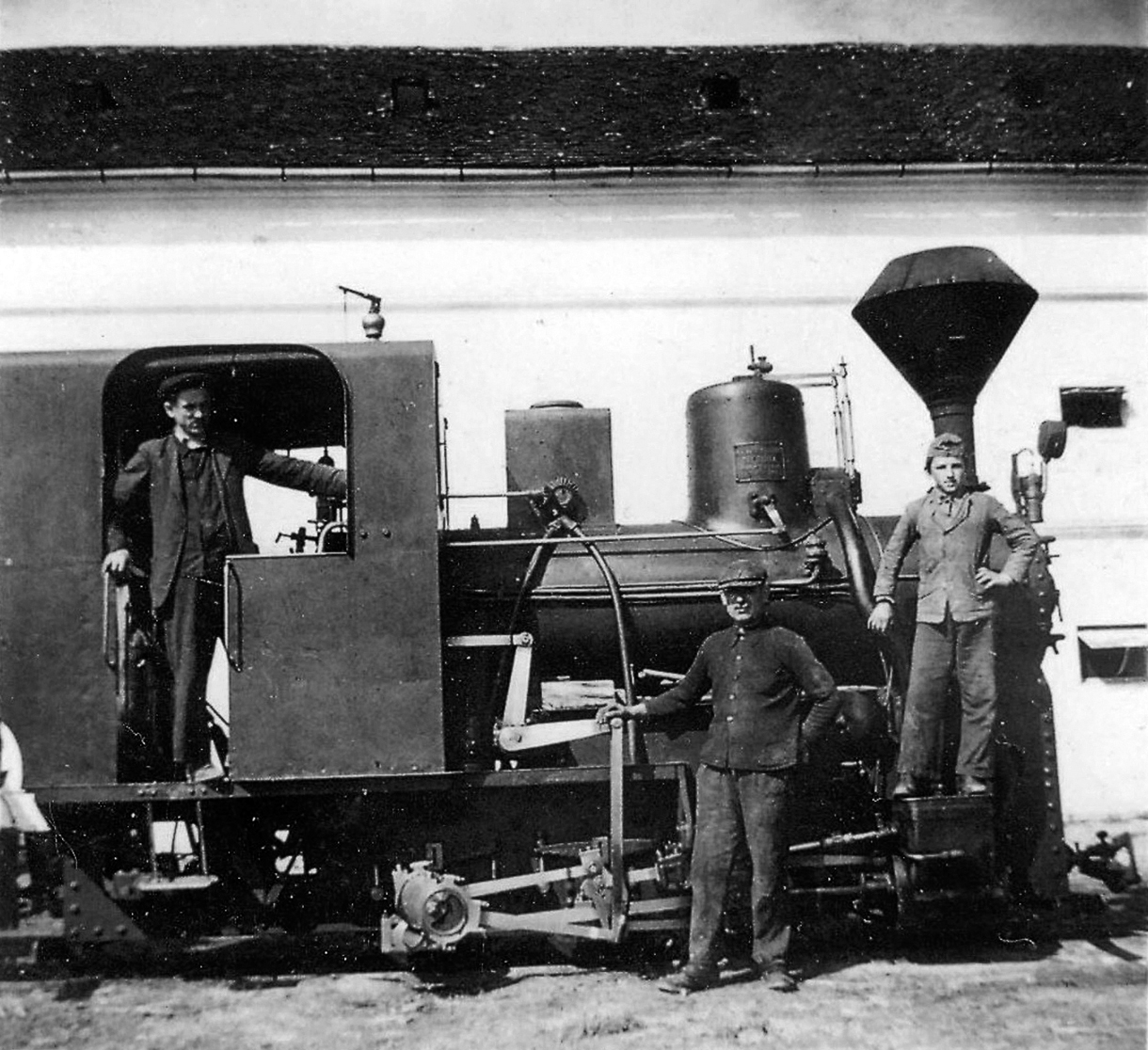
A Csoma-Szabadi GV gőzmozdonya Szentivánpusztán 1942-ben

A dombóvári GV-hálózat nagyobb része 1923-ban épült a településtől északra található nagybirtokok áruszállítási igényeinek kielégítésére. 1948 és 1950 között összekötötték a Csoma-Szabai GV-vel és a dalmandi kisvasúttal, majd a Gazdasági Vasutak első Ötéves Tervének keretében megépült Inámpuszta-Cserepespuszta szakasszal érte el végleges, 60,3 km-es hosszát.
A Dombóvári GV másik főbb vonala eleinte tőle függetlenül fejlődött: Csoma-Szabadi MÁV állomásról indult északnak, egészen Somogyszilig. A vasút a kegyes tanítórend tulajdonában volt, jóvoltukból a pálya 1914-es átadását követően a személyszállítás is megindulhatott a vonalon két- és négytengelyes, lórékből átalakított személykocsikban. A kegyes tanítórendnek két vontatójárműve – egy gőzmozdonya és egy Austro-Daimler-motoros mozdonya – is volt. Inám állomáson az államosítás után deltavágányt létesítettek, és az addig különálló két vonal, a Dombóvári és a Csoma-Szabadi GV itt csatlakozott.
| Dombóvár–Konda–Nosztány–Inámpuszta:               | 19,5 km |
| Csoma-Szabadi–Attala–Gölle–Inámpuszta–Somogyszil: | 21,5 km |
| Mászlonyi elágazás–Mászlony:                      | 2,5 km  |
| Felsőleperdi elágazás–Felsőleperdpuszta:          | 2,5 km  |
| Szilfáspuszta–Dalmand:                            | 9,6 km  |
| Alsóleperdi elágazás–Alsóleperdpuszta:            | 1,2 km  |
| Inámpuszta–Cserepespuszta:                        | 3,5 km  |

Összesen: 60,3 km
Érdekesség: a MÁV Pécsi Igazgatóságának 1960-ban kiadott vonalhálózati térképén a GV teljes vonalhossza több, mint 70 km volt!
Szintén 1948-ban készült el az Inám-Somogyszil vonal. A Kispuszta és Inám között felbontott anyagokból fektették le a Gölle és Inám közti sínpárt, immár 9,3 kg/fm tömegű sínekből.
Pályajellegük szerint a vonalakat 1953. január 6-ai dátummal a hegyvidéki vasutak közé sorolták. A pálya ágyazata a rendelkezésre álló anyagoknak megfelelően többnyire salakból készült, melyet a dombóvári fűtőházból és a három dombóvári téglagyárból szállítottak. Az ekkor már mindenhol 9,3 kg/fm-es síneket a talpfákra szögekkel erősítették rá. A nyomtáv egységesen 760 mm volt, a legkisebb pályasugarat R = 30 m-ben rögzítették, a legnagyobb emelkedés 35‰ volt. A maximális engedélyezett tengelynyomás 2,7 t, a megengedett sebesség 15 km/h volt. Üzembe helyezése után nem sokkal az új gazdasági vasutat egy időre a Dőry-mezei vasúttal is összekötötték, azonban az időközben igen leromlott állapotú vonalat az 50-es évek elején felszámolták, ezért a malomhoz és a lengyárhoz új iparvágányok épültek. A Dombóvárt Újdombóvárral összekötő „Szenesút” kiváltására műutat építettek a Konda-völgyben, amely egy felüljáróval keresztezte a kisvasút nyomvonalát.
A hálózat jellegénél fogva Dombóvár, Dalmand, Nak, Somogyszil, Gölle, Attala, valamint Csoma-Szabadi belterületén is áthaladt. A végállomásokat is beleszámítva a hálózatnak összesen 19 megállója volt. A gazdasági vasút két helyen csatlakozott normál nyomtávolságú MÁV-vonalakhoz, a Budapest-Gyékényes fővonalhoz a csoma-szabadi, a Dombóvár-Lepsény mellékvonalhoz (egykori HÉV) pedig a dalmandi MÁV-állomáson.
1955-ben a gőzmozdonyok mellé két db C–50 sorozatú motormozdony érkezett, majd számuk ugrásszerűen nőtt; ezt követően a személyvonatokat már javarészt az új, korszerű dízelmozdonyokkal továbbították. A C–50-esek érkezése előtt is rendelkezett a GV motormozdonyokkal, így egy traktorból gyárilag átalakított Hofherr-mozdonnyal, valamint az 50-es évek elején a Dombóvári GV-n üzembe állított, Roessemann-Harmatta Gép és Csőgyár Rt. által gyártott A–26-ossal. Előbbit meghajtása miatt „Láncosnak”, „Csotrogánynak” csúfolták.
Érdekesség: egyes források szerint a Dombóvári Gazdasági Vasúton egy L–60 típusú, az egykori NDK-ban gyártott dízelmozdony is megfordult!

## A vonalhálózat bővítése, felújítása
A GV hálózatának legjelentősebb bővítésére, felújítására 1948 és 1960 közt került sor. A korszerűsítés jegyében helyenként a nyomvonal is módosult, elsősorban a kis sugarú ívek miatt. A felújítást már 14 kg/fm-es, a kezdetinél jóval nehezebb sínekkel végezték, a felújított szakaszon az engedélyezett sebességet is megemelték 30 km/h-ra, a maximális tengelynyomás pedig 5,5 tonna lett. A munkák kivitelezéséhez Szeghalomból áttelepítették a Vasútépítő Nemzeti Vállalat 223. sz. Építésvezetőségét Inámra, illetve Nakra. 1950-ben átvezényelték őket a Balatonfenyvesi GV építéséhez, annak befejeztével azonban 1958-ban ismét visszatértek a Dombóvári GV-hez. A 60-as években lezárult rekonstrukciós munkálatokkal érte el a GV végleges formáját.
A távlati tervek közt szerepelt a dombóvári és a kaposvári GV-hálózatok összekötése is; erről a Somogyi Néplap 1956-ban adott tájékoztatást, azonban megvalósítására már nem került sor.

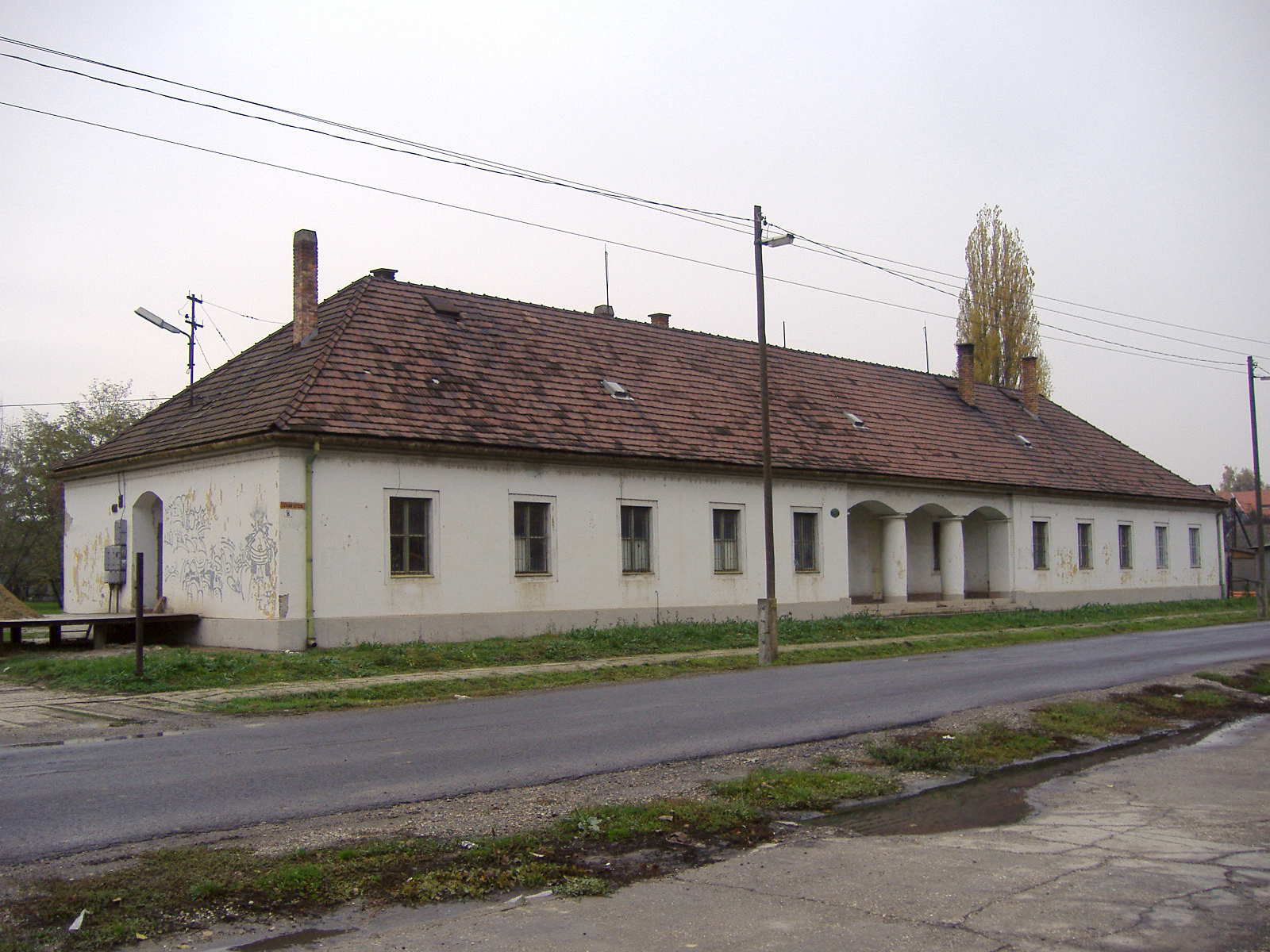
A Dombóvári Gazdasági Vasút felvételi épülete a bezárás után 28 évvel, 2007. október 31-én

## A GV állomásának épületei és vágányhálózata
A GV üzemfőnökség megalakulásakor megfelelő épület híján a szomszédos Cementipari Vállalatnál kapott egy fűtetlen szolgálati helyiséget. A vasút eredeti vágányhálózata, mely még a 20-as évekből maradt rá, az államosítás után megugrott forgalomhoz már nem tudott alkalmazkodni, így az 50-es években égető fontosságúvá vált a vonal teljes rekonstrukciója, valamint egy korszerű állomás létesítése a megfelelő szolgálati helyiségekkel. A szocreál stílusú felvételi épületet Rimanóczy Jenő tervei alapján 1952-ben kezdték építeni és 1953-ban adták át. Az állomási vágányok számát háromra emelték és válaszfalak kibontásával megnövelték a motorszín kapacitását, így egyszerre már három mozdonyt tudtak tárolni. A szállítmányok mérlegeléséhez vágányhídmérleget létesítettek. Mivel a Dőry-mezeivasút elbontása után nem volt lehetőség közvetlen átrakásra a MÁV-állomáson, ezért a későbbiekben ezt a GV állomás területén áthaladó téglagyári iparvágányon végezték.

## A Dombóvári GV műhelye
A műhely 1950-ben alakult meg, kezdetben a kaposvári cukorgyár berendezéseinek felhasználásával. Az épület eredetileg a tejüzem tulajdona volt, annak elköltözésével került a GV-hez.
A műhely a következő épületekből állt:
- kovácsműhely (itt gyártották a többi GV-műhelynek a C–50-es mozdonyok laprugóit)
- gőzmozdonyjavító csarnok
- motorszerelő műhely I.
- motorszerelő műhely II.
- forgácsoló műhely
- asztalosműhely
- teher- és személykocsi-javító
- szociális helyiségek
- iroda

## A Dombóvári Gazdasági Vasút hanyatlása

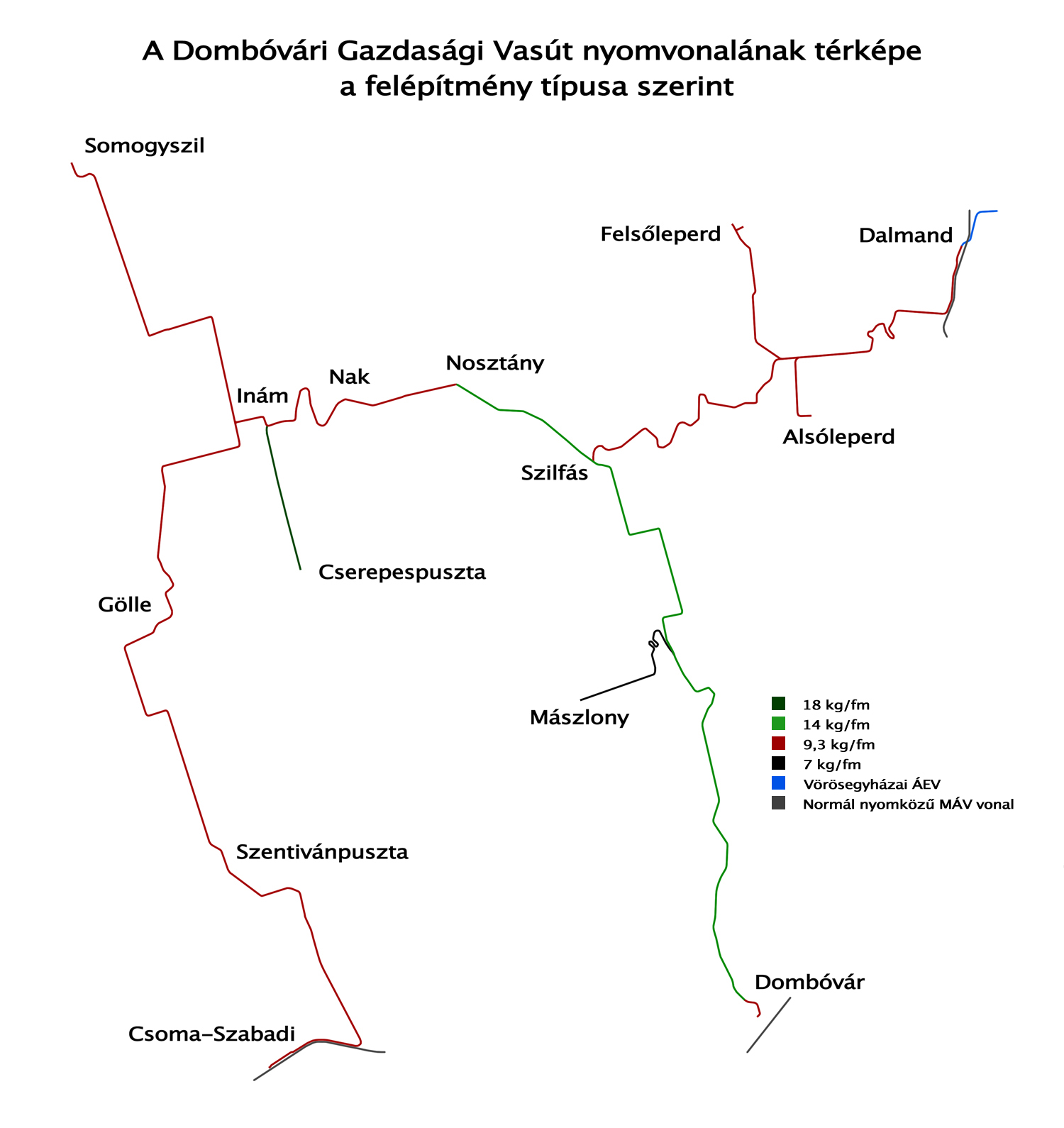
A Dombóvári GV nyomvonalának térképe az átépítés után, a felépítmény típusa szerint

1961-ben egy országos méretű pályaállapot-felmérés keretében a következő megállapítások születtek a Dombóvári GV-ről:
Az egyes vonalszakaszok állapota nagy változatosságot mutatott, mivel különböző időben, különböző felépítménnyel készültek.
A felépítmény-rendszerek a következőképp alakultak:
- 7 kg/fm: mászlonyi szárnyvonal (2,5 km)
- 9,3 kg/fm: Csoma-Szabadi–Somogyszil, Dalmand–Szilfáspuszta, Nosztány–Inámpuszta, alsóleperdpusztai és felsőleperdpusztai szárnyvonalak
- 14 kg/fm: Dombóvár–Nosztány (14 km)
- 18 kg/fm: Inámpuszta–Cserepespuszta (3,5 km)

A 14 és 18 kilós felépítmények jó állapotúak, egy részük vasbetonaljakon fekszik. A 9,3 kg/fm-es szakaszok teljesen elhasználódottak, a 7 kg/fm-es sínrendszerűek járhatatlanok.
| Dombóvár–Konda–Nosztány                | 14 km   | 80% |
| Nosztány–Inámpuszta                    | 5,5 km  | 10% |
| Csoma-Szabadi–Somogyszil               | 21,5 km | 10% |
| Mászlonyi elágazás–Mászlony            | 2,5 km  | 0%  |
| Dalmand–Szilfáspuszta és szárnyvonalai | 13,3 km | 15% |
| Inámpuszta–Cserepespuszta              | 3,5 km  | 80% |

A MÁV összesen 33 000 000 forintot kívánt a Dombóvári GV felújítására szánni, melynek 5 éven belül kellett volna megtörténni, azonban az országos szinten tapasztalható forgalom-visszaesés miatt a KPM elállt eredeti elképzeléseitől és inkább lemondott a GV-k szárnyvonalairól. A vonalak megszüntetésének szerte az országban azonos okai voltak, az egymás után épülő szilárd burkolatú utaknak köszönhetően az áruszállítás kezdett a közútra terelődni, valamint az egyre terjedő autóbuszokkal sem tudta a kisvasút a versenyt felvenni. A még meglévő hálózatok hossza fokozatosan csökkent. Egy felmérés során a Dombóvári GV-t a III. kategóriába sorolták, vagyis a forgalom közútra terelése előtt hatékonysági vizsgálatot kell végezni. Nem tudni, hogy erre sor került-e, egy biztos, hogy az 1968-as közlekedéspolitikai koncepció áldozatai közt a Dombóvári Gazdasági Vasút is szerepelt. Ezek szerint a GV-t 1980. december 31-éig kellett felszámolni.
A Gazdasági Vasút élete a következőképp alakult:
- 1965-ben a Dalmandi Állami Gazdaság a Szilfás–Alsóleperd–Felsőleperd–Dalmand szakaszt átvette
- 1967-ben megszűnt az Inám–Somogyszil vonalszakasz
- 1972-re rendszeres közlekedés már csak a Dombóvár–Nak–Cserepespuszta–Inám–Gölle–Csoma-Szabadi gerincvonalon volt. Még ugyanebben az évben megszűnt a forgalomirányítás Csoma-Szabadi állomáson.

1979. december 31-én 24:00-kor a Dombóvári Gazdasági Vasút hálózatán a közforgalom megszűnt, a személyszállítást a Volán vette át. 1981-ben elbontották az Attala és Cserepespuszta közti szakaszt, 1982-ben pedig megkezdődött a Csoma-Szabadi és Szentivánpuszta közti pálya felszámolása.

## Az Úttörővasút
1980. május 1-jén Vidóczi László tanácselnök kezdeményezésére a GV Dombóvártól Tüskepusztáig tartó szakaszán ismét megindult a személyforgalom, immár Úttörővasútként újraszervezve. A tervek szerint a vasút egészen az alsóhetényi parkerdőig húzódott volna, ahol ifjúsági tábort alakítottak volna ki. A megmaradt járművek új festést kaptak, valamint három, korábban GV-pályaszámú C–50-est is új pályaszámmal látták el (M 2001–2002–2003 - ex. GV 3707, 3769, 3776). A vasút mellett található II. sz. téglagyár eddigre már felélte a területén lévő agyagbányát, így az Úttörővasúttal szerződést kötött, hogy évi 1 000 000 forint ellenében folytatják a gyár alapanyaggal való ellátását, amelyet egy tüskei bányából hoztak billenőcsillékben. A vasút kiköltözött a régi felvételi épületből, így kapott egy fémszerkezetes, hullámbádog borítású épületet a szolgálati helyiségek és a váróterem számára. 

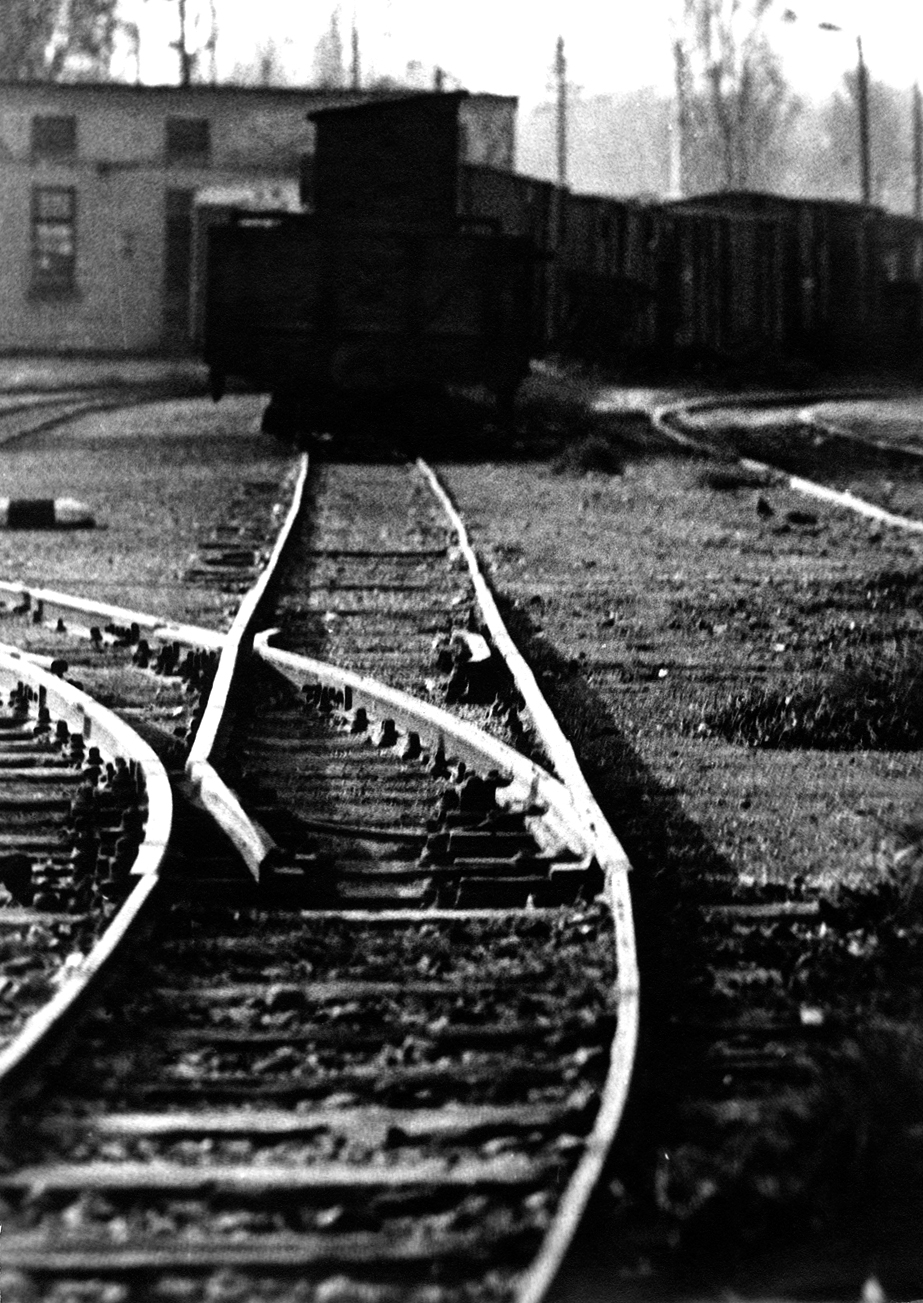
Az Úttörővasút – még ép – állomása 1987-ben

Az Úttörővasút ünnepélyes megnyitóján egy emlékeztető felirattal ellátott kőtömböt avattak az egykori GV állomás területén. A szerelvény csak a földbányáig járt, mivel az alsóhetényi parkerdőig vezető pálya építési munkálatai még folytak. A Tüskéig vezető pályán egészen 1984-ig fenn tudták tartani a forgalmat. Ebben az évben vezetőségváltás volt a Tolna-Baranya Megyei Téglagyári Egyesülés élén, és az új vezető lassan csökkentette a megrendelések számát, majd végül teljes egészében visszamondta. Ennek hatására az Úttörővasút működése fedezet nélkül maradt. A utolsó menetre 1984. május 1-jén került sor.

## A vasút végleges felszámolása
A vasút bezárása után szinte azonnal, 1984 nyarán nekiláttak a 61-es út feletti szakasz bontásának. Az Úttörővasút megszűnése után pályázat keretében értékesítették a megmaradt járműveket, azonban a kocsik jelentős része – még a bezárás után 10 évvel is – egészen 1994-ig az állomás vágányain állt. Az utolsó pályaszakaszok felszedésére, valamint a muzeális értékű járművek elbontására 1994 őszén került sor.

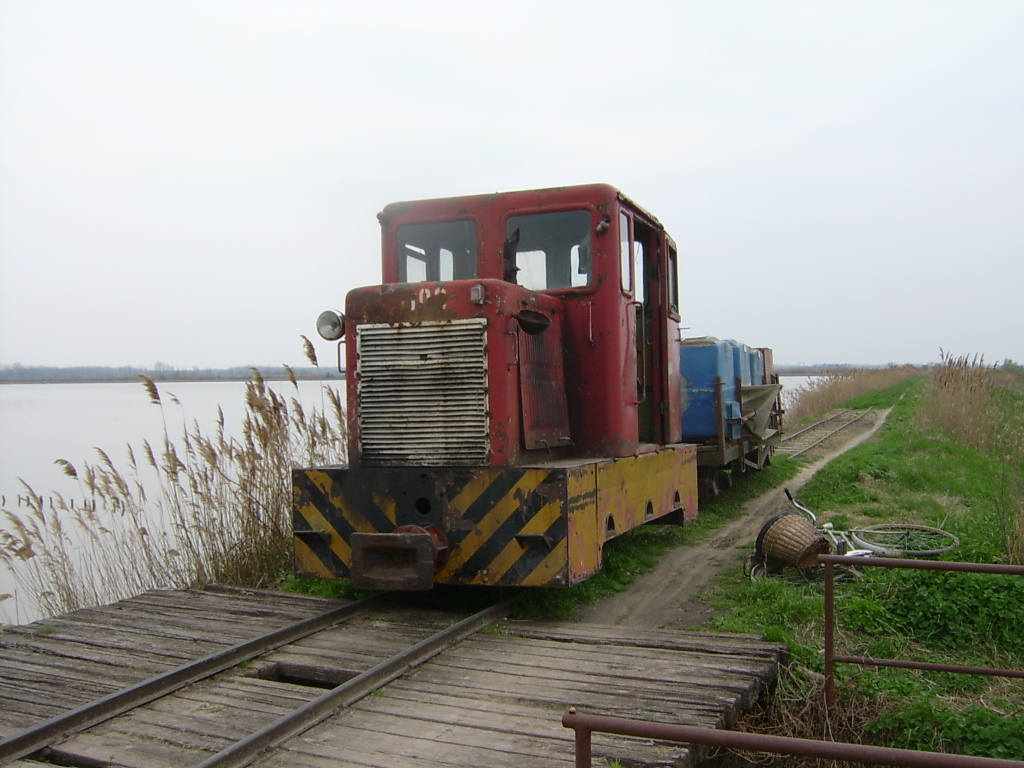
Az M 2003-as pályaszámú C–50-es mozdony a Tömörkényi Halgazdasági Vasúton

## A jelen
A mai napig a vasút emlékét őrzi az egykori állomás felvételi épülete és mozdonyszínje. Az épület 2008 nyarán renováláson esett át. A GV hangulatát őrzi az egykori műhely, melyet autóbontóvá alakítottak. A nyomvonal a településen belül jól karbantartott, kerékpár-, nordic walking- és gyalogútként funkcionál. Megtalálható még a Dombóvárt Újdombóvárral összekötő műút felüljárója. A vasút anyagait több helyen autóbejáróként, kerítésként, szőlőkaróként hasznosították. A járművek egy részét helyben szétvágták, mások más kisvasutakhoz kerültek, így a Tömörkényi Halgazdasági Vasúthoz, a Csömödéri Állami Erdei Vasúthoz, valamint számtalan más állami gazdasághoz, erdészethez. Az Úttörővasút megnyitásakor elhelyezett emlékkő ma a dombóvári Baross Gábor Vontatási Főnökségen található.